# سوفیا یاکوبسن
سوفیا یاکوبسُن بازیکن زن فوتبال اهل سوئد است. وی در حال حاضر در لیگ ملی فوتبال زنان و برای تیم آمریکایی سن دیگو ویو بازی می‌کند.

## افتخارات

### باشگاهی
اومئا آی‌کی
- لیگ برتر فوتبال زنان سوئد: ۲۰۰۷، ۲۰۰۸
- جام حذفی فوتبال سوئد: ۲۰۰۷
- سوپر جام فوتبال سوئد: ۲۰۰۷، ۲۰۰۸

دابلیو اف سی روسیانکا
- قهرمان روسیه (۱ مرتبه): فصل ۱۲–۲۰۱۱

### ملی
بازی‌های المپیک تابستانی: مدال نقره، ۲۰۱۶
- جام جهانی فوتبال زنان: مدال برنز,[۵] ۲۰۱۹